# Dicranomyia (Caenoglochina) napoensis
Dicranomyia (Caenoglochina) napoensis is een tweevleugelige uit de familie steltmuggen (Limoniidae). De soort komt voor in het Neotropisch gebied.